# Иосиф Фридрих Вильгельм Гогенцоллерн-Гехинген
Иосиф Фридрих Вильгельм Гогенцоллерн-Гехинген (12 ноября 1717, Байройт— 9 апреля 1798, Хехинген) — 6-й владетельный князь Гогенцоллерн-Гехинген.

## Биография
Старший сын принца Германа Фридриха Гогенцоллерн-Гехингена, генерал-фельдмаршала имперской армии, от брака с Йозефой (1694—1738), дочерью графа Франца Альбрехта фон Эттинген-Шпильберг. Внук владетельного князя Филиппа Гогенцоллерн-Гехингена (1616—1671).
4 июня 1750 года после смерти своего бездетного двоюродного брата Фридриха Людвига Гогенцоллерн-Гехингена (1688—1750), князя Гогенцоллерн-Гехингена (1730—1750), Иосиф Фридрих Вильгельм, служивший до этого офицером в имперской армии, унаследовал княжеский престол.
25 июня 1750 года в Вене Иосиф женился на 18-летний принцессе Марии-Терезии (4 сентября 1732 — 25 сентября 1750), дочери принца Франсиско Мануэля Фолька Кордона и Сильва (1682—1739), маркиза дель Агила, маркиза де Монмемайор и князя ди Кардона, и Марии Антоннии (1706—1746), графини Чобор. Мария-Терезия скончалась через три месяца после заключения брака.
25 декабря 1750 года Иосиф вторично женился на графине Марии-Терезии фон Вальдбург-Цейль-Вурцах (26 октября 1732 — 17 января 1802), дочери Франца Эрнста Иосифа Антона фон Вальдбург-Цейль-Вурцаха (1704—1781) и графини Марии Элеоноры фон Кёнигсегг-Ротенфельс (1711—1766).
Иосиф был увлеченным охотником и путешественником. В 1764 году во время пребывания в Бад-Вильдбаде познакомился с прусским штабс-капитаном, который уволился из прусской армии после окончания Семилетней войны. Этим человеком был Фридрих Вильгельм фон Штойбен (1730—1794), который служил при князя 12 лет в чине гофмаршала перед своим отъездом в Северную Америку. В 1777 году Фридрих Вильгельм фон Штойбен прибыл в Северную Америку, где под командованием Джорджа Вашингтона принял участие в Война за независимость США от Великобритании.
Фридрих Вильгельм фон Штойбен также участвовал в авантюрных проектах князя по экономии денег и денежной эмиссии. В 1772 году князь Иосиф Гогенцоллерн-Гехинген (инкогнито) вместе с женой и Штойбеном отправился в путешествие. В течение длительного времени князья провёл в Страсбурге, Монпелье и Лионе, тратя деньги на изысканные рестораны, казино, театры, карнавалы и охоту. Только через три года по просьбам своей жены и Штойбена князь Иосиф согласился прекратить этот маскарад.
В последующие годы князь Иосиф Гогенцоллерн-Гехинген занимался просвещением в своём княжестве, он способствовал развитию сельского хозяйства и созданию обязательного образования. В 1775 году он основал гимназию, а также латинскую школу в Старом замке. Князь выступал за сокращение церковных праздников, несмотря на сопротивление со стороны населения. Он считался толерантным по отношению к протестантам и евреям.
Князь способствовал созданию монастырской церкви в Гехингене. В 1764 году им был нанят для реализации этого строительного проекта известный французский архитектор Пьер Мишель д’Ixnard (1723—1795).
Несмотря на то, что князь всегда старался выглядеть как отец для всего народа, он находился в постоянных конфликтах со своими подданными. Он всегда был недоверчив к своим потенциальным преемникам. 9 апреля 1798 года 80-летний князь Иосиф Гогенцоллерн-Гехинген скончался в Гехингене. Ему наследовал племянник Герман Гогенцоллерн-Гехинген.

## Дети
Иосиф Фридрих Вильгельм и его вторая жена, урожденная графиня Мария Терезия фон Вальдбург-Цейль-Вурцах, имели шесть детей:
- Мейнрад Иосиф Мария Фридрих (9 октября 1751, Гехинген — 28 сентября 1752, Гехинген)
- Иосиф Вильгельм Франц (12 декабря 1752, Гехинген — 7 июля 1754, Гехинген)
- Мария Крискентия Жозефа (4 сентября 1754, Гехинген — 29 сентября 1754)
- Мария Терезия Жозефина Каролина (3 декабря 1756, Гехинген — декабрь 1756)
- Иеронимус Иосиф Карл (18 апреля 1758, Гехинген — 23 июня 1759, Гехинген)
- Мария Антония Анна (10 ноября 1760, Гехинген — 25 июля 1797, Гехинген).